# Dysgonia joviana
Dysgonia joviana is een vlinder uit de familie spinneruilen (Erebidae). De wetenschappelijke naam is voor het eerst geldig gepubliceerd in 1782 door Stoll.
De soort komt voor in tropisch Afrika.